# Richard III van Engeland
Richard III (ook Richard van Gloucester) (Fotheringhay, 2 oktober 1452 – Market Bosworth, 22 augustus 1485) was koning van Engeland van 1483 tot 1485. Hij was de vierde en jongste zoon van Richard van York en Cecily Neville. Richard gaat de geschiedenis in als de wreedaard die de Engelse troon greep door het vermoorden van de twee jonge zonen van zijn overleden broer Eduard IV. 

## Jeugd
Richard werd geboren in 1452 in Fotheringhay in Northamptonshire en woonde gedurende zijn jeugd op Middleham Castle in North Yorkshire, waar hij werd opgevoed door zijn neef Richard Neville, de 16e graaf van Warwick. Richard Neville was ook wel bekend als de koningmaker vanwege zijn sterke betrokkenheid tijdens de Rozenoorlogen.
Richards vader sneuvelde op 30 december 1460 tijdens de Slag bij Wakefield en zijn oudere broer Edmund werd een dag later, op 31 december 1460, gedood. Toen de Yorkers kort daarna een nederlaag leden, bracht hun moeder de jongste zonen, George en Richard, in veiligheid. Ze verbleven in maart 1461 in Utrecht. Door de erkenning van hun broer Eduard, de latere koning Eduard IV, konden de jongens kort na hun aankomst in Utrecht de stad alweer verlaten. Richard werd ondergebracht bij Warwick.
Richard was betrokken bij de Rozenoorlogen, de burgeroorlog tussen het Huis Lancaster en het Huis York om het Engelse koningschap. Beide dynastieën waren ontstaan uit het Huis Plantagenet. Richard behoorde tot het Huis York.
Onder zijn broer koning Eduard IV toonde hij zijn trouw en zijn militair inzicht. Eduard benoemde hem tot hertog van Gloucester en schonk hem grote gebieden in het noorden. Tot de dood van Eduard bleef hij daar heer en meester en bestreed de Schotten met succes. Hij stond bekend als rechtvaardig en een steunpilaar voor universiteiten en de Kerk.

## Prinsen Eduard en Richard

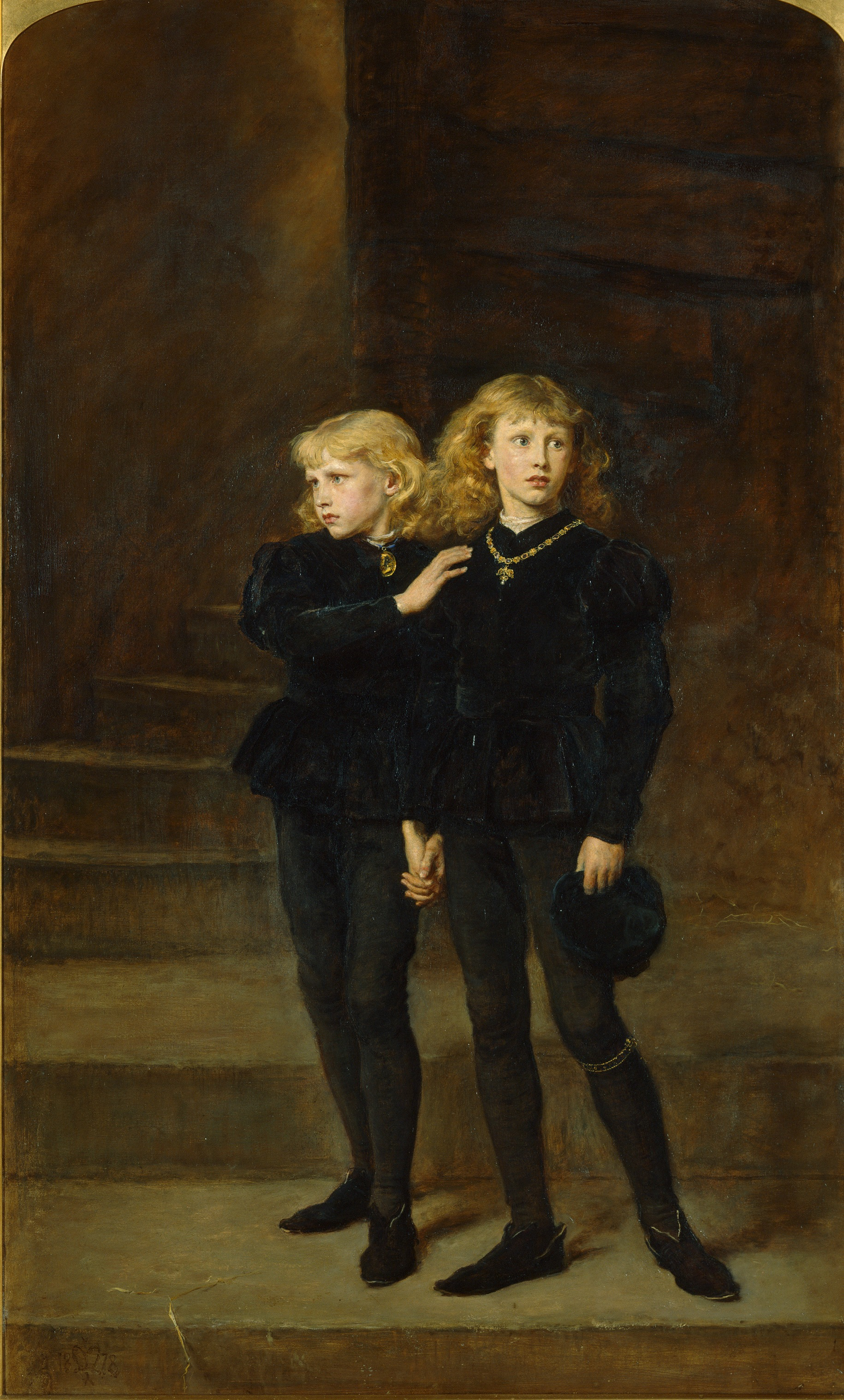
De prinsen Eduard en Richard

Met de dood van Eduard IV in april 1483 waren zijn 12-jarige zoon Eduard V en zijn 9-jarige zoon Richard de verwachte troonopvolgers. Toen de jonge koning Eduard V en zijn gevolg op de terugreis waren van Wales naar Londen, greep Richard in. Hij reisde het gezelschap tegemoet en nam Eduard mee naar de Tower of London, die op dat moment als paleis dienst deed. Al spoedig volgde Eduards jongere broer hem naar de Tower.
Richards volgende stap was de aankondiging, dat hij zelf het koningschap op zich zou nemen. Hij liet het huwelijk van zijn overleden broer ongeldig verklaren op grond van het feit dat deze bigamie zou hebben gepleegd. Hiermee waren de jonge prinsen dus bastaards geworden en als zodanig niet beschikbaar voor opvolging. De jonge prinsen werden in de Tower vermoord onder onbekende omstandigheden. Richard is de grootste verdachte van hun vroegtijdige dood. Op 6 juli 1483 werd Richard gekroond in Westminster Abbey tot koning Richard III van Engeland.

## Zijn koningschap
Richard was volgens de verhalen van zijn tegenstanders misvormd en gewetenloos, maar ook intelligent en moedig. Door de manier waarop hij de troon had veroverd, maakte hij zich zeer gehaat na zijn dood. Tijdens zijn leven was hij echter geliefd in grote delen van het land. Zijn bewind werd gekenmerkt door grote wreedheid tegenover de mensen die het gemunt hadden op zijn leven en zijn troon, maar meestal liet hij de doodvonnissen niet daadwerkelijk uitvoeren. Meerdere samenzweerders hebben gratie gekregen. De regering van Richard werd ook gekenmerkt door moderne opvattingen op het gebied van regering en bestuur. Hij nam beschermende maatregelen ten gunste van de Engelse handel, stelde een estafettepostdienst in tussen Londen en het noorden, begunstigde de boekdrukkunst en de verspreiding van boeken.
Richards troon was voortdurend in gevaar. Hendrik Tudor, graaf van Richmond, die al eerder geprobeerd had Richard ten val te brengen, landde in 1485 in Zuid-Wales aan het hoofd van een legermacht en verwierf snel aanhang. Richard trok tegen hem ten strijde, wat leidde tot de slag bij Bosworth. Richard sneuvelde tijdens het gevecht. Aangezien zijn enige zoon kort voor hem overleden was, had hij geen erfgenaam en bleef hij de laatste Engelse koning van het Huis York. Hendrik Tudor werd gekroond als Hendrik VII.

## Stoffelijk overschot

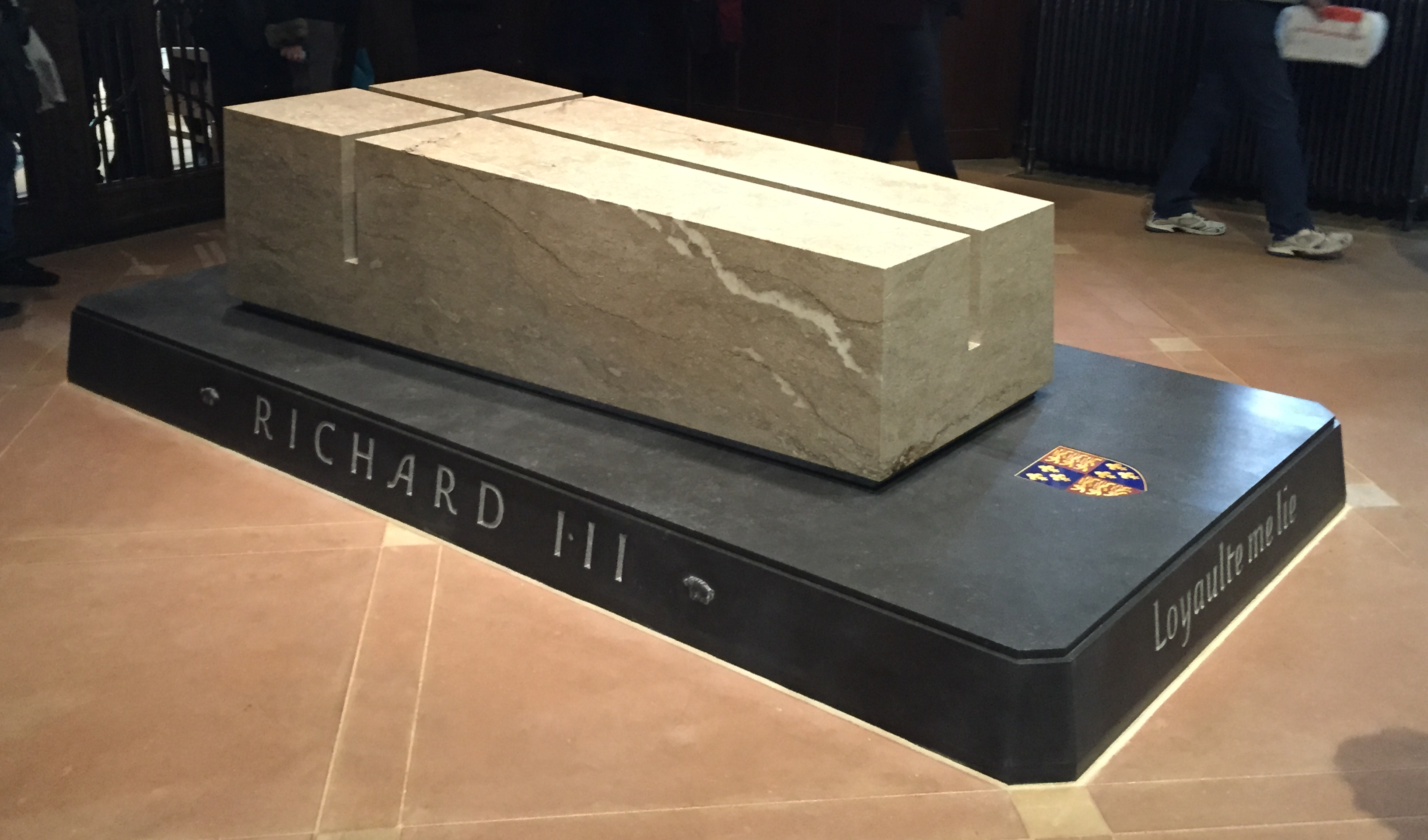
Praalgraf van Richard III van Engeland

Na zijn overlijden op het slagveld werd hij naakt over een paard heen gegooid en teruggebracht naar Leicester. Daar werd hij tentoongesteld om te laten zien dat hij echt dood was. Pas na enkele dagen durfde de abt van het klooster even buiten de stad het lichaam op te eisen om te begraven.
Aanvankelijk was het in een anoniem graf, maar na enkele jaren gaf Hendrik Tudor toestemming en geld om een grafmonument te bouwen. Tijdens de gewelddadige opheffing van de kloosters door Hendrik VIII zou het graf zijn opengebroken en zijn resten in de rivier de Soar zijn gegooid.
Op 23 augustus 2012 ontstond er evenwel twijfel over de daadwerkelijke verdwijning van het stoffelijk overschot toen onderzoekers van de Leicester University meldden, dat ze de verdwenen begraafplaats van Richard III hadden ontdekt. De vondst was vooral het resultaat van langdurig onderzoek van de Richard III Society onder leiding van de schrijfster Philippa Jayne Langley (1962).
Het graf lag onder de parkeerplaats van een sociale dienst in het centrum van Leicester. De aangetroffen persoon bleek door een slag van een zwaard op het hoofd om het leven te zijn gekomen. Aan de hand van DNA-onderzoek kon door vergelijking van DNA van de gevonden resten met mitochondriaal DNA van een bekende verwant de identiteit worden geverifieerd en op 4 februari 2013 werd op een persconferentie bekendgemaakt dat het inderdaad ging om het skelet van de vermoorde koning en werd gewag gemaakt van "een van de belangrijkste archeologische ontdekkingen aller tijden in Groot-Brittannië". Naast de parkeerplaats werd in 2014 het museum King Richard III Visitor Centre geopend.
Op 26 maart 2015 werden de resten van Richard herbegraven in de kathedraal van Leicester. Koningin Elizabeth werd daarbij vertegenwoordigd door haar neef Richard van Gloucester, naamgenoot van de koning en voorzitter van het genootschap dat ijvert voor diens eerherstel. De Britse architect James McCosh heeft de zerk voor het praalgraf ontworpen, deze is vervaardigd uit kalksteen gedolven in Swaledale, een dal in het Nationaal park Yorkshire Dales. Op de basis van het graf staat het motto van koning Richard III: Loyaulte me lie, Frans voor: Loyaliteit bindt mij.

## Nalatenschap
Moderne historici menen dat de geschiedschrijving rond Richard geweld is aangedaan en dat de beeldvorming eenzijdig is. Dit komt vooral doordat zijn opvolger Hendrik VII een tegenstander van Richard was. Deze bezat nauwelijks rechten op de troon en was in feite alleen koning omdat hij Engeland veroverd had. Om zijn troonsbestijging beter te kunnen rechtvaardigen moest de dode koning zo zwart mogelijk worden afgebeeld. Hier hebben een aantal schrijvers zich behoorlijk voor ingezet. Allerlei misdaden, ook die waarbij aantoonbaar bewijs was dat hij er niets mee te maken had, werden Richard in de schoenen geschoven. Hoewel het na het uitsterven van het Huis Tudor weer mogelijk was de waarheid te onderzoeken, is Richard nooit meer van verdenking gezuiverd en bleef zijn beeld beschadigd.

## Toneelstuk
Het historiestuk The Tragedy of Richard the Third van William Shakespeare heeft betrekking op koning Richard III van Engeland.
Hier roept hij, voordat hij sterft, de legendarische noodkreet: "Mijn koninkrijk voor een paard!"

## Huwelijk en kinderen
Met Anne Neville
- Eduard van Middleham (1473 - 1484), jong gestorven

## Kwartierstaat (voorouders)
| Edmund van Langley (1341-1402) | Edmund van Langley (1341-1402) | Edmund van Langley (1341-1402) | Edmund van Langley (1341-1402) | Edmund van Langley (1341-1402)     | Edmund van Langley (1341-1402)     | Isabel van Castilië (ca. 1355-1392) | Isabel van Castilië (ca. 1355-1392) | Isabel van Castilië (ca. 1355-1392) | Isabel van Castilië (ca. 1355-1392) | Isabel van Castilië (ca. 1355-1392) | Isabel van Castilië (ca. 1355-1392) |                                    |                                    | Roger Mortimer (1374-1398)   | Roger Mortimer (1374-1398)   | Roger Mortimer (1374-1398)         | Roger Mortimer (1374-1398)         | Roger Mortimer (1374-1398)         | Roger Mortimer (1374-1398)         | Eleonora Holland (1370-1405)       | Eleonora Holland (1370-1405)       | Eleonora Holland (1370-1405) | Eleonora Holland (1370-1405) | Eleonora Holland (1370-1405)    | Eleonora Holland (1370-1405)    |                                 |                                 | Jan Neville (ca. 1337-1388)     | Jan Neville (ca. 1337-1388)     | Jan Neville (ca. 1337-1388) | Jan Neville (ca. 1337-1388) | Jan Neville (ca. 1337-1388)     | Jan Neville (ca. 1337-1388)     | Maud Percy (overleden voor 1379) | Maud Percy (overleden voor 1379) | Maud Percy (overleden voor 1379) | Maud Percy (overleden voor 1379) | Maud Percy (overleden voor 1379) | Maud Percy (overleden voor 1379) |                                      |                                      | Jan van Gent (1340-1399)             | Jan van Gent (1340-1399)             | Jan van Gent (1340-1399)             | Jan van Gent (1340-1399)             | Jan van Gent (1340-1399)     | Jan van Gent (1340-1399)     | Katherine Swynford (ca. 1350-1403) | Katherine Swynford (ca. 1350-1403) | Katherine Swynford (ca. 1350-1403) | Katherine Swynford (ca. 1350-1403) | Katherine Swynford (ca. 1350-1403) | Katherine Swynford (ca. 1350-1403) |  |  |  |  |  |  |  |  |  |  |  |  |  |  |  |  |  |  |  |  |  |  |  |  |  |  |  |  |  |  |  |  |  |  |  |  |  |  |  |  |  |  |  |  |  |  |  |  |
| Edmund van Langley (1341-1402) | Edmund van Langley (1341-1402) | Edmund van Langley (1341-1402) | Edmund van Langley (1341-1402) | Edmund van Langley (1341-1402)     | Edmund van Langley (1341-1402)     | Isabel van Castilië (ca. 1355-1392) | Isabel van Castilië (ca. 1355-1392) | Isabel van Castilië (ca. 1355-1392) | Isabel van Castilië (ca. 1355-1392) | Isabel van Castilië (ca. 1355-1392) | Isabel van Castilië (ca. 1355-1392) |                                    |                                    | Roger Mortimer (1374-1398)   | Roger Mortimer (1374-1398)   | Roger Mortimer (1374-1398)         | Roger Mortimer (1374-1398)         | Roger Mortimer (1374-1398)         | Roger Mortimer (1374-1398)         | Eleonora Holland (1370-1405)       | Eleonora Holland (1370-1405)       | Eleonora Holland (1370-1405) | Eleonora Holland (1370-1405) | Eleonora Holland (1370-1405)    | Eleonora Holland (1370-1405)    |                                 |                                 | Jan Neville (ca. 1337-1388)     | Jan Neville (ca. 1337-1388)     | Jan Neville (ca. 1337-1388) | Jan Neville (ca. 1337-1388) | Jan Neville (ca. 1337-1388)     | Jan Neville (ca. 1337-1388)     | Maud Percy (overleden voor 1379) | Maud Percy (overleden voor 1379) | Maud Percy (overleden voor 1379) | Maud Percy (overleden voor 1379) | Maud Percy (overleden voor 1379) | Maud Percy (overleden voor 1379) |                                      |                                      | Jan van Gent (1340-1399)             | Jan van Gent (1340-1399)             | Jan van Gent (1340-1399)             | Jan van Gent (1340-1399)             | Jan van Gent (1340-1399)     | Jan van Gent (1340-1399)     | Katherine Swynford (ca. 1350-1403) | Katherine Swynford (ca. 1350-1403) | Katherine Swynford (ca. 1350-1403) | Katherine Swynford (ca. 1350-1403) | Katherine Swynford (ca. 1350-1403) | Katherine Swynford (ca. 1350-1403) |  |  |  |  |  |  |  |  |  |  |  |  |  |  |  |  |  |  |  |  |  |  |  |  |  |  |  |  |  |  |  |  |  |  |  |  |  |  |  |  |  |  |  |  |  |  |  |  |
|                                |                                |                                |                                |                                    |                                    |                                     |                                     |                                     |                                     |                                     |                                     |                                    |                                    |                              |                              |                                    |                                    |                                    |                                    |                                    |                                    |                              |                              |                                 |                                 |                                 |                                 |                                 |                                 |                             |                             |                                 |                                 |                                  |                                  |                                  |                                  |                                  |                                  |                                      |                                      |                                      |                                      |                                      |                                      |                              |                              |                                    |                                    |                                    |                                    |                                    |                                    |  |  |  |  |  |  |  |  |  |  |  |  |  |  |  |  |  |  |  |  |  |  |  |  |  |  |  |  |  |  |  |  |  |  |  |  |  |  |  |  |  |  |  |  |  |  |  |  |
|                                |                                |                                |                                | Richard van Conisburgh (1375-1415) | Richard van Conisburgh (1375-1415) | Richard van Conisburgh (1375-1415)  | Richard van Conisburgh (1375-1415)  | Richard van Conisburgh (1375-1415)  | Richard van Conisburgh (1375-1415)  |                                     |                                     |                                    |                                    |                              |                              | Anne Mortimer (1388-1411)          | Anne Mortimer (1388-1411)          | Anne Mortimer (1388-1411)          | Anne Mortimer (1388-1411)          | Anne Mortimer (1388-1411)          | Anne Mortimer (1388-1411)          |                              |                              |                                 |                                 |                                 |                                 |                                 |                                 |                             |                             | Ralph Neville (ca. 1364-1425)   | Ralph Neville (ca. 1364-1425)   | Ralph Neville (ca. 1364-1425)    | Ralph Neville (ca. 1364-1425)    | Ralph Neville (ca. 1364-1425)    | Ralph Neville (ca. 1364-1425)    |                                  |                                  |                                      |                                      |                                      |                                      | Johanna Beaufort (1379-1440)         | Johanna Beaufort (1379-1440)         | Johanna Beaufort (1379-1440) | Johanna Beaufort (1379-1440) | Johanna Beaufort (1379-1440)       | Johanna Beaufort (1379-1440)       |                                    |                                    |                                    |                                    |  |  |  |  |  |  |  |  |  |  |  |  |  |  |  |  |  |  |  |  |  |  |  |  |  |  |  |  |  |  |  |  |  |  |  |  |  |  |  |  |  |  |  |  |  |  |  |  |
|                                |                                |                                |                                | Richard van Conisburgh (1375-1415) | Richard van Conisburgh (1375-1415) | Richard van Conisburgh (1375-1415)  | Richard van Conisburgh (1375-1415)  | Richard van Conisburgh (1375-1415)  | Richard van Conisburgh (1375-1415)  |                                     |                                     |                                    |                                    |                              |                              | Anne Mortimer (1388-1411)          | Anne Mortimer (1388-1411)          | Anne Mortimer (1388-1411)          | Anne Mortimer (1388-1411)          | Anne Mortimer (1388-1411)          | Anne Mortimer (1388-1411)          |                              |                              |                                 |                                 |                                 |                                 |                                 |                                 |                             |                             | Ralph Neville (ca. 1364-1425)   | Ralph Neville (ca. 1364-1425)   | Ralph Neville (ca. 1364-1425)    | Ralph Neville (ca. 1364-1425)    | Ralph Neville (ca. 1364-1425)    | Ralph Neville (ca. 1364-1425)    |                                  |                                  |                                      |                                      |                                      |                                      | Johanna Beaufort (1379-1440)         | Johanna Beaufort (1379-1440)         | Johanna Beaufort (1379-1440) | Johanna Beaufort (1379-1440) | Johanna Beaufort (1379-1440)       | Johanna Beaufort (1379-1440)       |                                    |                                    |                                    |                                    |  |  |  |  |  |  |  |  |  |  |  |  |  |  |  |  |  |  |  |  |  |  |  |  |  |  |  |  |  |  |  |  |  |  |  |  |  |  |  |  |  |  |  |  |  |  |  |  |
|                                |                                |                                |                                |                                    |                                    |                                     |                                     |                                     |                                     | Richard van York (1412-1460)        | Richard van York (1412-1460)        | Richard van York (1412-1460)       | Richard van York (1412-1460)       | Richard van York (1412-1460) | Richard van York (1412-1460) |                                    |                                    |                                    |                                    |                                    |                                    |                              |                              |                                 |                                 |                                 |                                 |                                 |                                 |                             |                             |                                 |                                 |                                  |                                  |                                  |                                  | Cecily Neville (1415-1495)       | Cecily Neville (1415-1495)       | Cecily Neville (1415-1495)           | Cecily Neville (1415-1495)           | Cecily Neville (1415-1495)           | Cecily Neville (1415-1495)           |                                      |                                      |                              |                              |                                    |                                    |                                    |                                    |                                    |                                    |  |  |  |  |  |  |  |  |  |  |  |  |  |  |  |  |  |  |  |  |  |  |  |  |  |  |  |  |  |  |  |  |  |  |  |  |  |  |  |  |  |  |  |  |  |  |  |  |
|                                |                                |                                |                                |                                    |                                    |                                     |                                     |                                     |                                     | Richard van York (1412-1460)        | Richard van York (1412-1460)        | Richard van York (1412-1460)       | Richard van York (1412-1460)       | Richard van York (1412-1460) | Richard van York (1412-1460) |                                    |                                    |                                    |                                    |                                    |                                    |                              |                              |                                 |                                 |                                 |                                 |                                 |                                 |                             |                             |                                 |                                 |                                  |                                  |                                  |                                  | Cecily Neville (1415-1495)       | Cecily Neville (1415-1495)       | Cecily Neville (1415-1495)           | Cecily Neville (1415-1495)           | Cecily Neville (1415-1495)           | Cecily Neville (1415-1495)           |                                      |                                      |                              |                              |                                    |                                    |                                    |                                    |                                    |                                    |  |  |  |  |  |  |  |  |  |  |  |  |  |  |  |  |  |  |  |  |  |  |  |  |  |  |  |  |  |  |  |  |  |  |  |  |  |  |  |  |  |  |  |  |  |  |  |  |
|                                |                                |                                |                                |                                    |                                    |                                     |                                     |                                     |                                     |                                     |                                     |                                    |                                    |                              |                              |                                    |                                    |                                    |                                    |                                    |                                    |                              |                              |                                 |                                 |                                 |                                 |                                 |                                 |                             |                             |                                 |                                 |                                  |                                  |                                  |                                  |                                  |                                  |                                      |                                      |                                      |                                      |                                      |                                      |                              |                              |                                    |                                    |                                    |                                    |                                    |                                    |  |  |  |  |  |  |  |  |  |  |  |  |  |  |  |  |  |  |  |  |  |  |  |  |  |  |  |  |  |  |  |  |  |  |  |  |  |  |  |  |  |  |  |  |  |  |  |  |
|                                |                                |                                |                                |                                    |                                    |                                     |                                     |                                     |                                     |                                     |                                     |                                    |                                    |                              |                              |                                    |                                    |                                    |                                    |                                    |                                    |                              |                              |                                 |                                 |                                 |                                 |                                 |                                 |                             |                             |                                 |                                 |                                  |                                  |                                  |                                  |                                  |                                  |                                      |                                      |                                      |                                      |                                      |                                      |                              |                              |                                    |                                    |                                    |                                    |                                    |                                    |  |  |  |  |  |  |  |  |  |  |  |  |  |  |  |  |  |  |  |  |  |  |  |  |  |  |  |  |  |  |  |  |  |  |  |  |  |  |  |  |  |  |  |  |  |  |  |  |
| Anna van York (1439-1476)      | Anna van York (1439-1476)      | Anna van York (1439-1476)      | Anna van York (1439-1476)      | Anna van York (1439-1476)          | Anna van York (1439-1476)          |                                     |                                     | Eduard IV van Engeland (1442-1483)  | Eduard IV van Engeland (1442-1483)  | Eduard IV van Engeland (1442-1483)  | Eduard IV van Engeland (1442-1483)  | Eduard IV van Engeland (1442-1483) | Eduard IV van Engeland (1442-1483) |                              |                              | Elizabeth van York (1444-ca. 1503) | Elizabeth van York (1444-ca. 1503) | Elizabeth van York (1444-ca. 1503) | Elizabeth van York (1444-ca. 1503) | Elizabeth van York (1444-ca. 1503) | Elizabeth van York (1444-ca. 1503) |                              |                              | Margaretha van York (1446-1503) | Margaretha van York (1446-1503) | Margaretha van York (1446-1503) | Margaretha van York (1446-1503) | Margaretha van York (1446-1503) | Margaretha van York (1446-1503) |                             |                             | George van Clarence (1449-1478) | George van Clarence (1449-1478) | George van Clarence (1449-1478)  | George van Clarence (1449-1478)  | George van Clarence (1449-1478)  | George van Clarence (1449-1478)  |                                  |                                  | Richard III van Engeland (1452-1485) | Richard III van Engeland (1452-1485) | Richard III van Engeland (1452-1485) | Richard III van Engeland (1452-1485) | Richard III van Engeland (1452-1485) | Richard III van Engeland (1452-1485) |                              |                              | 2 zusters en 5 broers              | 2 zusters en 5 broers              | 2 zusters en 5 broers              | 2 zusters en 5 broers              | 2 zusters en 5 broers              | 2 zusters en 5 broers              |  |  |  |  |  |  |  |  |  |  |  |  |  |  |  |  |  |  |  |  |  |  |  |  |  |  |  |  |  |  |  |  |  |  |  |  |  |  |  |  |  |  |  |  |  |  |  |  |

- Bibsys: 1560455411972
- Bibliothèque nationale de France: cb11948235t (data)
- Catàleg d'autoritats de noms i títols de Catalunya: 981058614651506706
- Gemeinsame Normdatei: 118600265
- International Standard Name Identifier: 0000 0001 2276 6347
- Library of Congress Control Number: n80037043
- Nationale Bibliotheek van Letland: 000232759
- Bibliotheek van het Japanse parlement: 00621368
- Nationale Bibliotheek van Tsjechië: xx0009127
- Nationale bibliotheek van Australië: 35450656
- Nationale Bibliotheek van Israël: 987007308090805171
- Nationale Bibliotheek van Polen: a0000001786531
- Nationale en Universitaire bibliotheek Zagreb: 000505972
- Nederlandse Thesaurus van Auteursnamen: 069173125
- Istituto Centrale per il Catalogo Unico: NAPV031429
- LIBRIS: 210129
- Système universitaire de documentation: 027441768
- Museum of New Zealand Te Papa Tongarewa: 66146
- Trove: 957397
- Virtual International Authority File: 13099920
- WorldCat: E39PBJf8v6CFVFp3g6ykdwxYyd